# Nikola Čupor Moslavački (nadbiskup)
Nikola Čupor Moslavački je bio hrvatski plemenitaš iz obitelji Čupora Moslavačkih. Bio je visoki crkveni dužnosnik. Bio je izabran za kaločkog nadbiskupa. Za ostrogonskog nadbiskupa izabran je 1350. godine.

## Vanjske poveznice
- Zrinka Nikolić Jakus: Obitelj Čupor Moslavački, Radovi Zavoda za znanstvenoistraživački i umjetnički rad u Bjelovaru, br. 4(2011), str. 269-300